# Ixtutz
Ixtutz  è un sito archeologico guatemalteco di epoca Maya.
Questa località piuttosto piccola, situata a circa 10 km a nord di Machaquilá, era un certo abbastanza importante durante il tardo Classico. Dalle iscrizioni si è potuto appurare che era in buoni rapporti con i sovrani di Aguateca e di Dos Pilas, mentre guerreggiava contro la vicina Machaquilá.
Nel periodo Tardo Classico, Ixtutz fu uno dei centri maggiori nella regione di Dolores, in competizione con altri centri nella zona, rimanendo alleata di città come Dos Pilas e Machaquila.